# Lawton Chiles
Lawton Mainor Chiles Jr. (Lakeland, 3 aprile 1930 – Tallahassee, 12 dicembre 1998) è stato un politico statunitense. È stato senatore degli Stati Uniti dal 1971 al 1989. Ha inoltre servito come 41º governatore della Florida dal 1991 al 1998. Era un veterano della guerra di Corea.